# Інжекція
Інжекція (рос. инжекция; англ. injection; нім. Injektion f, Einspritzung f) — процес безперервного змішування двох потоків речовин і передачі енергії інжекційного(робочого) потоку інжектованому з метою його нагнітання в різні апарати, резервуари і трубопроводи. Змішувані потоки можуть знаходитися в газовій, паровій та рідкій фазах і бути різнофазними, однофазними та змінних фаз (наприклад, пароводяні). Струминні апарати (насоси), які застосовуються для інжекції називаються інжекторами. Змішування робочого та інжектованого потоків з різними швидкостями супроводжується значною втратою кінетичної енергії на удар і перетворення її в теплову, вирівнюванням швидкостей, підвищенням тиску інжектованого потоку.